# ممدوح فرج
ممدوح محمد فرج (16 أغسطس 1951 - 16 أغسطس 2014) يعرف أكثر باسم ممدوح فرج، وهو مذيع مصري ومصارع معتزل؛ عمل في المجال الإعلامي كمذيع.

## عمله
قدم سابقًا برنامج مصارعة المحترفين على شبكة راديو وتلفزيون العرب الرياضية (إيه آر تي) حتى 2007، ثم لمس أكتاف على قناة مودرن سبورت حتى 2009، وبرنامج الضربة القاضية على قناة نايل سبورت المصرية حتى 2011. انضم منذ العام 2011 إلى شبكة تليفزيون النهار لتقديم برنامج المصارع.
قدم قبل وفاته برنامج مصارعة المحترفين على قناة دريم.

## قنوات عمل بها
| اسم القناة                                     | اسم البرنامج                          | فترة العمل |
| ---------------------------------------------- | ------------------------------------- | ---------- |
| شبكة راديو وتلفزيون العرب الرياضية (إيه آر تي) | ستوديو المصارعة ممدوح شو[بحاجة لمصدر] | 2000–2007  |
| مودرن سبورت                                    | لمس أكتاف                             | 2007–2009  |
| نايل سبورت                                     | الضربة القاضية                        | 2009–2011  |
| شبكة تليفزيون النهار                           | المصارع                               | 2011–2012  |
| قناة المصارع                                   | مصارعة حرة                            | 2012       |
| قناة دريم                                      | مصارعة المحترفين                      | 2012–2014  |

## في المصارعة
- الضربة القاضية
- سكوب سلام يتبعها بإليبو دروب
- بيلي تو باك بايلداريفر
- كان يتبع طريقة القوة الفاشمه في اسلوب لعبه كمصارع
- تدرب كمصارع على يد چورچ بلايمن
- لعب كمصارع باتحاد CWA بالنمسا catch wrestling association
- عام 1981 لعب 26 مباراة امام نجوم الاتحاد انتصر في 19 مباراة و تعادل في 5 و خسر مبارتين فقط
- أشيع أنه لاعب المصارع ريك فلير ولكن هذا الكلام غير صحيح
- ساعد اتحاد CWA في اقامة مباريات وعروض مصارعة بجمهورية مصر العربية

## وفاته
توفي المصارع ممدوح فرج في 16 أغسطس 2014 بعد صراع طويل مع المرض عن عمر يناهز 63 سنة .